# فيليب أونوريه (عازف كمان)
فيليب أونوريه (بالفرنسية: Philippe Honoré)‏ هو عازف كمان فرنسي، ولد في 21 مارس 1967 في ليون في فرنسا.

## وصلات خارجية
- الموقع الرسمي
- فيليب أونوريه على موقع ميوزك برينز (الإنجليزية)
- فيليب أونوريه على موقع أول ميوزيك (الإنجليزية)
- فيليب أونوريه على موقع ديسكوغز (الإنجليزية)